# Zespół Genoa
Zespół Genoa (holoprozencefalia z kraniosynostozą, ang. Genoa syndrome, semilobar holoprosencephaly with craniosynostosis) – rzadki zespół lub kompleks wad wrodzonych, na który składają się holoprozencefalia i pierwotna kraniosynostoza dotycząca szwów strzałkowego i czołowego. Dziedziczenie prawdopodobnie jest autosomalne recesywne. Zespół został opisany przez Camerę, Lituanię i Coena w 1993 roku. Probantka, u której opisano zespół, była pacjentką Szpitala Galliera w Genui, stąd nazwa.